# Veit Gläßer
Veit Gläßer (* 21. August 1956) ist ein ehemaliger deutscher Fußballspieler. Für den FC Vorwärts Frankfurt (Oder) spielte er 1977 in der DDR-Oberliga, der höchsten Spielklasse im DDR-Fußball.

## Sportliche Laufbahn
Die überregionale Sportpresse der DDR nahm erstmals von Veit Gläßer Notiz, als der 19-jährige Stürmer in der Saison 1975/76 für die Armeesportgemeinschaft (ASG) Vorwärts Dessau in der zweitklassigen DDR-Liga zwei Punktspiele bestritt und in der Aufstiegsrunde zur DDR-Oberliga in sieben von acht Spielen eingesetzt wurde. In den Aufstiegsspielen, in denen die ASG als Letzter erfolglos blieb, erzielte Gläßer auch sein erstes Tor im landesweiten Ligenbetrieb. Nachdem er in der Saison 1976/77 bis zur Winterpause alle 14 DDR-Liga-Spiele für Vorwärts Dessau absolviert hatte, wurde Gläßer zum zentralen Fußballklub der Armeesportvereinigung Vorwärts FC Vorwärts Frankfurt (Oder) delegiert, wo er aber nur zu Beginn der Rückrunde zwei Kurzeinsätze bei Oberligaspielen hatte. Zur Saison 1977/78 kehrte er wieder zu Vorwärts Dessau zurück, wo er sich bis 1980 als Stammspieler etablierte. Innerhalb von drei Spielzeiten fehlte er in der DDR-Liga nur bei zwei Punktspielen und kam in den 64 Einsätzen auf 38 Tore. 1979 und 1980 wurde er mit 12 bzw. 18 Treffern Torschützenkönig der Dessauer. Nachdem er 1980/81 nur in sieben Ligaspielen eingesetzt worden war, wechselte Gläßer zum DDR-Ligisten BSG Chemie Leipzig, wo er in der Spielzeit 1981/82 alle 22 Punktspiele bestritt und mit zwölf Toren erneut bester Schütze seiner Mannschaft wurde. In der folgenden Saison konnte er nur ein Punktspiel bestreiten. Während Chemie Leipzig den Aufstieg in die Oberliga schaffte, schloss sich Gläßer dem DDR-Ligisten Stahl Nordwest Leipzig an. Dort kam er 1983/84 in 21 der 22 Ligaspiele zum Einsatz und wurde noch einmal mit 16 Treffern Torschützenkönig. Da die neue DDR-Liga-Saison von fünf auf zwei Staffeln reduziert wurde, schaffte Stahl Nordwest nicht den Klassenerhalt und stieg in die drittklassige Bezirksliga ab. Weder Stahl Nordwest noch Veit Gläßer kehrten noch einmal in den höheren Ligenbereich zurück. Innerhalb von neun Spielzeit war Gläßer auf zwei Oberligaspiele (ohne Tor) und 131 DDR-Liga-Spiele (68 Tore) gekommen. Außerdem wirkte er in sieben Aufstiegsspielen mit, in denen er ein Tor erzielte.